# النزف الرئوي الناجم عن ممارسة الرياضة
يشير النزف الرئوي الناجم عن ممارسة الرياضة، والمعروف أيضًا باسم «النزيف» أو «نزيف النزيف»، إلى وجود الدم في الشعب الهوائية في الرئة بالاشتراك مع التمرين. النزف الرئوي شائع في الخيول التي تمارس تمرينًا مكثفًا، ولكن تم الإبلاغ عنه أيضًا في الرياضيين البشريين والجمال والسباقات والسلوقي السلوقي. يمكن أيضًا الإشارة إلى الخيول التي تعاني من النزف الرئوي بـ «النزيف» أو «كسر أحد الأوعية الدموية». في معظم الحالات لا تظهر النزف الرئوي إلا إذا تم إجراء فحص بالمنظار للمسالك الهوائية بعد التمرين. يتميز هذا عن الأشكال الأخرى للنزيف من الخياشيم، تسمى الرعاف.

## علم الأوبئة
غالبًا ما يحدث في الخيول التي تتسابق بسرعات عالية، مع زيادة عدد خيول السباق المتأثرة بما يتناسب مع سرعة وكثافة التمرين. قد يحدث في سباقات السلالات الأصيلة (السباق المسطح، سباق الحواجز أو القفز)، خيول الحي الأمريكي (حدوث 50-75%)، ستاندرد بريدز (حدوث 40-60٪)، العرب، وAppaloosas. يحدث EIPH أيضًا في الأحداث، والقفزات، والخيول البولو، وأحصنة التحمل، والخيول الجر التي تسحب بشكل تنافسي، والخيول التي تشارك في أحداث السرعة الغربية مثل سباق البراميل، الكبح والقطع. من النادر في خيول التحمل أو سلالات الجر.
أقل شدة من التمارين التي قد تسبب EIPH هي الهرولة المكثفة (40-60% من امتصاص الأكسجين الأقصى) وتسرع بسرعة 16–19 ميل في الساعة (26–31 كم/س).
يحدث النزف الرئوي بشكل أقل تكرارًا في الفحول من الأفراس أو التجمعات.

### انتشار
ما يقرب من 43 إلى 75% من الخيول لديها دم في القصبة الهوائية والشعب الهوائية بعد فحص واحد بالمنظار بعد السباق.
الرعاف (الدم القادم من فتحة الأنف أو كليهما) أقل شيوعًا، ويحدث في 0.25-13% من الحالات. في مسح شمل أكثر من 220.000 حصان بدأ في UK Flat and National Hunt (jump) racing، تم تحديد 185 حالة من حالات الرعاف (0.83 لكل 1000 بداية). تم الإبلاغ عن ترددات مماثلة في اليابان (1.5 لكل 1000 بداية) وجنوب إفريقيا (1.65 لكل 1000 بداية).

## علامات طبية
ما لم يكن الحصان يعاني من النزف الرئوي شديد، مع وجود الدم في الخياشيم (المعروفة باسم الرعاف)، فإن العلامة الرئيسية عادة ما تكون ضعف الأداء الرياضي؛ علامات أخرى بشكل عام خفية وليس من السهل اكتشافها. قد يكون البلع والسعال المتكرر في فترة التعافي الفورية بعد التمرين وضعف الشهية بعد الأداء موحدين من EIPH. لا يمكن إجراء التشخيص النهائي إلا من خلال الفحص بالمنظار للقصبة الهوائية. في حالة عدم ظهور أي دم في القصبة الهوائية، فقد تظل EIPH في المسالك الهوائية الصغيرة موجودة ويمكن تأكيدها بواسطة غسيل القصبات الهوائية. لوحظت توترات غازات الدم الشرياني (الأكسجين) أثناء التمرين المكثف، وزيادة اللاكتات في الدم، ونادراً ما تم تسجيل الوفاة (على الأرجح بسبب تمزق الأوتار الحبلية أو آلية مختلفة لنزيف الرئة). يتم تشخيص الرعاف عندما يكون الدم مرئيًا في أي من فتحتي الأنف أو كليهما أثناء أو بعد التمرين. يتطلب تأكيد ما إذا كان الدم قادمًا من مجرى الهواء العلوي أو السفلي مزيدًا من الفحص عن طريق التنظير الداخلي، على الرغم من أنه في بعض الحالات لا يمكن تحديد الموقع. في معظم حالات الرعاف، ينشأ الدم من الرئة. رعاف أثناء أو بعد ممارسة الرياضة يمكن أن تحدث أقل شيوعا نتيجة لنزيف مجرى الهواء العلوي، على سبيل المثال بعد صدمات الرأس، تحت لسان المزمار الخراجات، الرجفان الأذيني، أو الحقيبة حلقي داء فطري جهازي.

### التأثيرات على الأداء
يقلل النزف الرئوي من أداء سباق الخيل. شديد النزف الرئوي (رعاف) يقصر مهنة سباق الخيل. من المعتدل إلى الشديد النزف الرئوي مرتبط بوضع نهائي متفاقم في السباق، وينتهي أبعد من الفائز. الخيول التي لديها النزف الرئوي معتدلة تكسب أموالاً أكثر من تلك التي تمتلكها النزف الرئويالأكثر شدة. في حين أن النوبات الفردية من EIPH قد لا تكون واضحة حتى لراكب الخيل أو مالكه أو مدربه ما لم يتم إجراء فحص بالمنظار، فإن التأثير على الأداء داخل سباق واحد يبدو هامًا ولكنه خفي نسبيًا. في دراسة أجريت عام 2005، كانت الخيول التي أنهت السباقات من الدرجة 4 في EIPH في المتوسط 6 أمتار خلف تلك التي أنهت بالصف 0. ومع ذلك، فإن تأثير النوبات المتكررة من النزف الرئوي التي تحدث مع التدريب اليومي قد تؤدي إلى تغييرات أكثر أهمية ودرجة أكبر من تلف الأنسجة بمرور الوقت مع ما يترتب على ذلك من فقدان وظائف الرئة.

## التشخيص
نظرًا لأن حالة واحدة فقط من بين كل عشر حالات النزف الرئوي تعاني من رعاف (نزيف من الخياشيم)، ولأن الرعاف يمكن أن يكون له أسباب أخرى غير النزف الرئوي، يتم استخدام أدوات تشخيصية مختلفة لتشخيص النزف الرئوي.

### التنظير الداخلي
يتم تشخيص النزف الرئوي بشكل شائع من خلال الفحص بالمنظار للقصبة الهوائية والشعب الهوائية الأكبر، مع التوقيت الأمثل للتنظير الداخلي 60-90 دقيقة بعد التمرين الصعب. يتيح هذا التأخير بعد التمرين وقتًا للدم داخل الرئتين للانتقال إلى القصبة الهوائية. يمكن الكشف عن الدم عادة في القصبة الهوائية أو القصبات الهوائية لمدة 1-3 أيام بعد نوبة من النزف الرئوي، ولكن قد يكون موجودًا لمدة تصل إلى أسبوع. غالبًا ما يتم تصنيف كمية الدم الظاهرة في القصبة الهوائية في وقت الفحص على مقياس من 0 (لا يوجد دم) إلى 4 (انسداد الشعب الهوائية بالدم). في بعض الخيول المصابة بشكل معتدل، يجب إجراء التنظير الداخلي في مناسبات متعددة لتأكيد تشخيص النزف الرئوي.
مستوى ضبط النفس المطلوب للسماح بإجراء التنظير الداخلي يعتمد على الحصان؛ قد تكون هناك حاجة إلى نزيف أو تخدير في الأنف.

### علم الأمراض الخلوي
علم الأمراض الخلوي (الفحص تحت المجهر) لغسيل القصبة الهوائية أو عينة غسيل القصبات الهوائية يمكن أن يحدد ما إذا كان النزف الرئوي قد حدث. يمكن قياس عدد خلايا الدم الحمراء الموجودة باستخدام عداد الكريات. تحتوي عينة غسيل الرئة العادية على أقل من 10 خلايا دم حمراء / ميكرولتر من السوائل. في حالة EIPH، ستكون الأرقام بعدة مقاييس أو أكثر. يشير وجود أعداد كبيرة من اعتلال الدم إلى حدوث نزيف في الرئة في وقت ما في الماضي. Hemosiderophages هي بلعمات سنخية تمتص وهضم خلايا الدم الحمراء من نوبات سابقة من EIPH. المنتج النهائي لهضم خلايا الدم الحمراء هو مركب تخزين الحديد المعروف باسم الهيموسيديرين.

#### غسل القصبات
غسل القصبات الهوائية (BAL) هو إجراء يتم من خلاله وضع كمية صغيرة من السوائل في الشعب الهوائية من أجل أخذ عينات من خلايا وسوائل الحويصلات الهوائية وظهارة القصبات الهوائية. يمكن إجراء BAL باستخدام أنبوب BAL، والذي يسمح بإضافة السائل وإزالته من القصبات الهوائية، أو يمكن إجراؤه أثناء التنظير الداخلي، إذا كان بالمنظار الداخلي قناة ري. لأداء BAL، عادة ما يتم تخدير الحصان، وعادة ما يتم غرس المخدر الموضعي في الشعب الهوائية لتقليل السعال.
BAL أقل فائدة عند حدوث نزيف حاد. تعكس نتائج BAL فقط الحالة في المنطقة المحلية من الرئة التي تم غسلها، وقد لا تمثل الرئة بأكملها. يتم تقديم السوائل التي حصل عليها BAL للفحص الخلوي.

### التصوير

#### التصوير الشعاعي
لا يمكن استخدام تصوير الرئتين عن طريق التصوير الشعاعي (الأشعة السينية) للصدر لتشخيص EIPH، لأن رئتي الخيول المصابة وغير المتأثرة تشتركان في نفس الخصائص.

#### اللمعان الرئوي
قد يكشف فحص اللمعان في الرئتين عن تغيرات معتدلة إلى شديدة في التروية وربما التهوية في الرئة الظهرية الذيلية. إن استخدام خلايا الدم الحمراء والملصقات الشعاعية المميّزة لتحديد موقع النزف أو تحديده ليس مفيدًا بسبب عزل الرئة المسمى بـ RBC بشكل عام، حتى في حالة عدم وجود نزيف.

### بعد الفحص بعد الوفاة
نادراً ما تتسبب EIPH في وفاة الحصان، ولكن إذا مات الحصان المصاب وخضع لفحص ما بعد الوفاة، فإن نوبات متكررة من EIPH ستسبب تلطيخًا مميزًا أزرق رمادي-بني في الرئتين. البقع بسبب وجود الهيموسيديرين. عادة ما تكون البقع شديدة في المنطقة الظهرية الذيلية من الفص الحاجز الأيمن والأيسر والتي غالبًا ما تتطور في الجمجمة القحفية مع تلف متكرر. غالبًا ما تكون هناك حدود واضحة بين أنسجة الرئة السليمة وأجزاء الرئتين التي تضررت من EIPH. تشمل النتائج المرضية الأخرى التليف، التصلب الوعائي للشريان القصبي، إعادة التشكيل الوريدي، التهاب القصيبات، تراكم الهيموسيديرين، زيادة الخلوية النسيجية (أي hemosiderophages)، مناطق الالتهاب المتعددة، وزيادة سمك جدران الأوعية الدموية والممرات الهوائية.

## الأسباب
يحدث EIPH عندما الدم يدخل ممرات الهواء من الحصان الرئة، بسبب كسر الشعيرات الدموية. تم اقتراح مجموعة متنوعة من الأسباب، ولكن EIPH على الأرجح حالة متعددة العوامل، تشمل مجرى الهواء والأوعية الدموية والالتهابات والدم والقلب والمكونات وإعادة البناء.
من المرجح أن تكون الآلية الأولية ضغوطات وعائية رئوية عالية مع ضغوط مجرى الهواء السلبية المتزامنة، مما يتسبب في ضغط شديد عبر الغشاء الشعري الرئوي (الغشاء الهش الذي يفصل الدم في الشعيرات الدموية الرئوية عن الحويصلات الهوائية المملوءة بالهواء) وما ينتج عن ذلك من نزيف في المساحات الهوائية الرئة. قد تشمل العوامل المساهمة الأخرى انسداد مجرى الهواء العلوي، وزيادة لزوجة الدم، وتشوهات أصل القلب (منطقة مستعرضة صغيرة من الصمامات الأذينية البطينية، والصمامات الصلبة، ووقت الاسترخاء البطيء الأيسر البطيء، وقلس الصمام ثلاثي الشرف)، والتوزيع التفضيلي لتدفق الدم إلى الظهرية. مناطق الرئة، الصدمة الميكانيكية، انسداد مجرى الهواء السفلي، الالتهابات، تشوهات تجلط الدم، عدم تجانس التهوية والصدمات الحركية. يبدأ EIPH في المنطقة الظهرية الذيلية من الرئة ويتقدم في اتجاه القحف المركزي مع مرور الوقت.

### ارتفاع ضغط الدم الرئوي
النظرية الأكثر قبولًا هي أن الضغوط التحويلية العالية تؤدي إلى فشل الضغط الشعري الرئوي. قد تكون هناك مساهمات من تداول الشعب الهوائية. يتحدد الضغط الشعري الرئوي من خلال الضغط الشعري الرئوي وضغط مجرى الهواء. يعاني الحصان من ضغوط وعائية رئوية عالية جدًا أثناء التمارين المكثفة، تتجاوز 100 ملم زئبقي في الشريان الرئوي أثناء التمرين المكثف. خلال فترة انتهاء الصلاحية، تقاوم الضغوط الإيجابية العالية في الأوعية الدموية الرئوية التي تندفع للخارج بضغوط مجرى الهواء الإيجابية المرتفعة التي تدفع للخلف وهذا لا يضع ضغطًا لا داعي له على جدران الأوعية الدموية الرقيقة. أثناء الإلهام، تُقابل الضغوط الإيجابية العالية في الأوعية الدموية الرئوية الخارجة بالضغوط السلبية المنتشرة في الأوعية الدموية وتزيد الضغط على الجدران. تظهر الدراسات في المختبر أن اضطرابًا كبيرًا في الشعيرات الدموية الرئوية يحدث بضغوط تبلغ 80 مم زئبق تقريبًا. في الجسم الحي، يحدث EIPH كبير فوق متوسط ضغط الشريان الرئوي حوالي 80-95 ملم زئبق. على أساس هذه النظرية، أي عامل أو مرض من شأنه زيادة الضغوط الوعائية الرئوية (مثل فرط الدم) أو زيادة حجم الضغوط السلبية في الرئة أثناء الإلهام (مثل انسداد مجرى الهواء العلوي الديناميكي) سيزيد من شدة EIPH؛ ولكن لا شلل نصفي حنجري ناتج عن تجريب ولا إزاحة ظهرية للحنك الرخو يزيد الضغط الانتقالي الشعري الرئوي.

### الصدمة الحركية المصاحبة
تعتمد هذه النظرية على حقيقة أنه أثناء العدو، يؤدي عدم وجود أي ارتباط عظمي للأقدام الأمامية للعمود الفقري في الحصان إلى ضغط الكتف على القفص الصدري. يبدأ ضغط الصدر بموجة ضغط من الضغط والتوسع الذي ينتشر للخارج. ومع ذلك، بسبب شكل الرئة وانعكاسات جدار الصدر، فإن موجة التمدد والضغط تصبح مركزة ومضخمة في الرئة الظهرية الذيلية.

### إعادة عرض انسداد الوريدي
تقترح هذه النظرية كيف يمكن للضغوط الوريدية الرئوية العالية أن تؤدي إلى تمزق الشعيرات الدموية وتغيرات الأنسجة التي لوحظت في EIPH. تساهم إعادة تشكيل الوريد الإطباقي الإقليمي، خاصةً في مجالات الرئة الذيلية، في التسبب في EIPH، مع إعادة التشكيل الوريدي الذي يؤدي إلى احتقان الأوعية الدموية والنزيف، وتراكم الهيموسيديرين، والتليف، وتولد الأوعية القصبي.

### عوامل الخطر
في حين أن جميع الخيول التي تمارس تمارين مكثفة تعاني من درجة معينة من EIPH، فإن بعض الخيول تواجه باستمرار نزفًا أكبر وأن الخيول الأخرى تواجه نوبات معزولة من زيادة EIPH. في حالة الخيول التي تظهر باستمرار شدة أكبر في EIPH، يرجع ذلك على الأرجح إلى العوامل الخلقية، مثل الضغوط الوعائية الرئوية العالية جدًا. في الخيول التي تعاني من نوبات معزولة من زيادة شدة EIPH، قد تشمل العوامل المساهمة المحتملة، من بين أمور أخرى، العدوى الرئوية أو الرجفان الأذيني، الالتهاب، المسافات الأطول، مدة أطول من التمرين، الأسطح الصلبة، الحواجز / الحواجز، زيادة طول المهنة، السلالة (بمعنى آخر أصيل أكبر من Standardbred)، الوقت في التدريب / السباق، علم الوراثة، ودرجات الحرارة الباردة.

## الإدارة والعلاج
Furosemide (الاسم التجاري: Lasix) الذي يتم إدارته قبل السباق أو التمارين الشاقة في خيول السباق الأصيلة والعادية يقلل من شدة EIPH في 68% من الخيول. تم إعطاء ما يصل إلى 85% من فرسان السلالات الأصيلة في الولايات المتحدة فوروسيميد مرة واحدة على الأقل خلال مسيرتهم في السباق. يقلل فوروسيميد من الضغط الشرياني الرئوي من خلال آثاره المدرة للبول، موسعات الشعب الهوائية، ويعيد توزيع تدفق الدم أثناء التمرين. إنه يقلل من EIPH التي تتراوح من 90% عند ممارسة التمارين الرياضية دون الحد الأقصى وحوالي 50% عند شدة التمرين القصوى. ومع ذلك، مع مرور الوقت، يسبب اختلالات في المنحل بالكهرباء ويقلل من فعاليته. يحظر فوروسيميد في الخيول المتنافسة في بعض البلدان، ومن قبل اللجنة الأولمبية الدولية. الولايات المتحدة وكندا هما البلدان الوحيدان اللذان يسمحان باستخدام الفوروسيميد أثناء السباق.
عوامل الأوعية الدموية الأخرى مثل أكسيد النيتريك (NO)، n-nitro-l-arginine methyl ester (L-Name)، nitroglycerin، NO + phosphodiesterase inhibitors (على سبيل المثال، sildenafil)، ومضادات مستقبلات endothelin ليس لها تأثير، وفي بعض الحالات تزداد سوءا في EIPH.
شريط الأنف غير الدوائي، الذي يتم تطبيقه بشكل وقائي، يقلل بشكل مختلف من EIPH، اعتمادًا على شدة EIPH في الحصان الفردي، ومدة وشدة ممارسة الرياضة. يقلل الشريط من زيادة مقاومة التنفس، وعمل التنفس مع زيادة كثافة التمرين. هناك تآزر مع شريط الأنف مع الفوروسيميد. يحتوي الشريط على إجراء يشبه النابض يدعم ميكانيكيًا ويحافظ على حجم الممر الأنفي في أضيق جزء، صمام الأنف. تتضاعف مقاومة التنفس أثناء تمرين التحمل المكثف أو الطويل، مع أكثر من 50% من المقاومة الكلية التي تنشأ في الممرات الأنفية. تقلل المقاومة المنخفضة من قوى المجرى الهوائي عبر الغشاء الشعري الرئوي، مما يقلل من EIPH. يسمح استخدام FEI للشريط.
تم توسيع القصبات الهوائية بالفعل إلى أقصى حد في الحصان الممارس، وبالتالي فإن عوامل توسع القصبات مثل الإبراتروبيوم، ألبوتيرول، أو كلينبوتيرول ليست فعالة في الحد من EIPH.
لا يعد خلل التجلط سببًا في EIPH، والعوامل المضادة للتخثر، بما في ذلك ساليسيلات carbazochrome، الأسبرين، Premarin، Amicar وفيتامين K، ليست فعالة في الحد من EIPH، وفي بعض الحالات قد تؤدي إلى تفاقمها.
تقلل الأحماض الدهنية أوميجا 3 (DHA وEPA من EIPH، من خلال زيادة وظائف خلايا الدم البيضاء (WBCs) في إزالة الدم من الرئتين. خفض مصل الخيول المركز EIPH بنسبة 53% من خلال آلية مشتركة لتقليل الالتهاب بنسبة 30% وزيادة وظائف خلايا الدم البيضاء. الأدوية المضادة للالتهابات أخرى، مثل هيسبيريدين -citrus bioflavinoids، فيتامين C، مضادات الالتهاب غير الستيروئيدية مثل الفنيل، القشرية، ساخنة العلاج بخار الماء، حمض cromoglicic أو نيدوكروميل، وليس لها آثار مفيدة في الحد من شدة EIPH. يمكن أن يعكس Phenylbutazone جزئيًا التأثيرات المفيدة لفوروسيميد.
وتشمل العلاجات غير فعالة أخرى الكريات البيض الإيلاستاز مثبطات الأنزيم البروتيني، وتصحيح EIPH، العلاج بالأكسجين تحت الضغط، pentoxyfylline، غوانابنز، الكلونيدين، سم الأفعى، وإنالابريل.